# Ivica Olić
Ivica Olić (* 14. září 1979, Davor, Jugoslávie) je bývalý chorvatský fotbalista, který hrál mimo Chorvatska v Rusku a Německu. Na svém kontě má přes 100 zápasů za chorvatskou fotbalovou reprezentaci.

## Klubová kariéra

### Začátky
Ivica se narodil a vyrostl ve vesničce Davor v Chorvatsku. Profesionálně začal hrát fotbal v roce 1996 za NK Marsonia, odkud ho po dvou úspěšných sezónách získala Hertha Berlin. Moc tam toho ale nenahrál a za rok se vrátil zpět do Marsonie.
 Další sezóna v Marsonii byla pro Ivicu úspěšná, ve 29 utkáních vstřelil 17 gólů. V roce 2001 přestoupil do NK Záhřeb, kde vstřelil 21 gólů ve 29 zápasech a pomohl svému týmu vyhrát ligový titul. Další rok přestoupil do GNK Dinama Záhřeb, kde vstřelil ve 27 ligových zápasech 16 gólů a stal se tak nejlepším střelcem chorvatské ligy.

### CSKA Moskva
Roku 2003 získalo Ivicu CSKA Moskva. Jeho forma postupně rostla, v sezóně 2005 vstřelil ve 20 zápasech 10 gólů. S CSKA vyhrál roku 2005 tehdejší Pohár UEFA, třikrát ruskou nejvyšší ligu (v letech 2003, 2005 a 2006), dvakrát ruský fotbalový pohár (2005 a 2006) a dvakrát ruský Superpohár (2004 a 2006).

### Hamburger SV
V lednu roku 2007 přestoupil Ivica do německého klubu Hamburger SV, jeho první zápas v tomto klubu byl 31. ledna 2007 proti týmu FC Energie Cottbus. Do klubu přišel, protože byl Hamburg po podzimní části Bundesligy v sestupové zóně, odkud se dostal a na konci sezóny obsadil dokonce 7. místo. To klubu zajišťovalo místo v Poháru Intertoto, který nakonec Hamburg vyhrál. V říjnu roku 2007 vstřelil Ivica hattrick v bundesligovém zápase proti VfB Stuttgart, ve kterém Hamburg zvítězil 4-1. Byl prvním hráčem v historii klubu, který vstřelil v jednom poločase tři góly za sebou. 
 Roku 2008 se stal Ivica s Hamburgerem vítězem Emirates Cupu, se dvěma góly se stal i nejlepším střelcem turnaje. Při svém působení v Hamburgeru se stal velkým oblíbencem fanoušků. V posledním zápase za Hamburg si vzal na sebe tričko s nápisem „Danke, fans“ (Děkuju, fanoušci).

### Bayern Mnichov
3. ledna 2009 podepsal Ivica tříletou smlouvu s Bayernem Mnichov, ke kterému se připojil 1. června 2009. Zpočátku se domníval, že bude podporovat v útoku Miroslava Kloseho nebo Maria Gomeze, ale po zraněních se stal Ivica první volbou do útoku. Svůj debut za Bayern si odbyl 8. srpna 2009, kdy vstřelil vedoucí gól proti TSG 1899 Hoffenheim, který ale stačil jen na remízu 1-1, a brzy se stal oblíbencem fanoušků Bayernu Mnichov. 
 Ve čtvrtfinále Ligy mistrů 2009/2010 proti Manchesteru United se podílel na výhře Bayernu na domácím hřišti, kde vstřelil gól ve třetí minutě nastavení a rozhodl tak o konečném stavu 2-1. Do listiny střelců se zapsal i ve druhém zápase, a i přesto, že Bayern na Manchesteru prohrál 2-3, postoupil německý klub do semifinále díky více vstřeleným brankám na hřišti soupeře. První hattrick za Bayern vstřelil Ivica v semifinále Ligy mistrů proti Olympique Lyon 27. dubna 2010, kdy Bayern vyhrál 3-0. Vítězství nad Lyonnem zajistilo Bayernu místo ve finále Ligy mistrů 2009/2010, kde se střetl s Interem Milán, se kterým nakonec prohrál 0-2.
V dalších dvou sezónách se nedokázal prosadit do základní sestavy a většinou byl připraven naskočit do hry pouze na lavičce. Poslední zápas za Bayern Mnichov odehrál ve finále Ligy mistrů 2011/12, tam ale jeho tým prohrál 1:2 na penalty proti Chelsea FC. Po sezoně 2011/12 klub opustil jelikož mu skončila smlouva.

### VfL Wolfsburg
V červnu 2012 podepsal dvouletou smlouvu s týmem VfL Wolfsburg. Ve 30. kole německé Bundesligy 20. dubna 2013 se podílel jedním gólem na vítězství Wolfsburgu 3:0 nad domácími Brémami.

### Hamburger SV (návrat)
V lednu 2015 se vrátil do mužstva Hamburger SV, kde již v minulosti působil. Podepsal kontrakt do roku 2016, ve smlouvě měl navíc opci s možností práce jako trenér mládeže v klubu.

## Reprezentační kariéra
Ivica se zúčastnil s chorvatskou reprezentací Mistrovství světa 2002, kde odehrál dva zápasy a vstřelil jeden, ale důležitý gól v zápase proti Itálii, který nakonec skončil 2-1 pro Chorvatsko. Hrál taky ve třech zápasech na EURU 2004 a dva zápasy na Mistrovství světa 2006. Zúčastnil se i EURA 2008, v zápase proti favorizovanému Německu dal v 64. minutě gól na 2-1 a tímto výsledkem vyhráli Chorvati celý zápas. Chorvatsko vyhrálo celou skupinu, když porazilo všechny své soupeře, ale ve čtvrtfinále podlehlo Turecku 4-2 na penalty. 
 Ivica byl povolán na Kvalifikační zápasy na Mistrovství světa 2010, v osmi zápasech dal tři góly, ale Chorvatsko přišlo, o jeden bod, o postup do play-off.
V kvalifikaci na Mistrovství Evropy 2012 zasáhl do pěti zápasů a připsal si dvě branky. Kvůli zranění stehna se ale na Mistrovství Evropy 2012 neobjevil.
22. března 2013 nastoupil v kvalifikačním zápase v Záhřebu proti Srbsku, který skončil vítězstvím domácího Chorvatska 2:0. Olić vstřelil druhý gól střetnutí.
Trenér Niko Kovač jej vzal na Mistrovství světa 2014 v Brazílii, kam Chorvatsko postoupilo z evropské baráže proti Islandu. V prvním utkání Chorvatska proti Brazílii v základní skupině A (porážka 1:3) se střelecky neprosadil, podařilo se mu to až ve druhém zápase proti Kamerunu, kdy se jednou brankou podílel na vítězství svého týmu 4:0.

## Trofeje

### Klubové
NK Záhřeb
- Chorvatská liga: 2001/02

GNK Dinamo Zagreb
- Chorvatská liga: 2002/03
- Chorvatský superpohár: 2003

CSKA Moskva
- Ruská Premier Liga: 2003, 2005, 2006
- Ruský pohár: 2005, 2006
- Ruský superpohár: 2004, 2006
- Pohár UEFA: 2004/05

FC Bayern Mnichov
- Německá fotbalová Bundesliga: 2009/10
- DFB-Pokal: 2010
- DFL-Supercup: 2010

### Individuální
- Chorvatský hráč roku: 2009
- Král střelců v chorvatské lize: 2002, 2003

## Osobní život
Ivica je ženatý, jeho žena se jmenuje Natalie. Má s ní 3 děti – 2 syny (Luka a Antonio) a dceru Laru.